# Gryteskogs naturreservat
Gryteskog är ett naturreservat i Hällestads socken i Lunds kommun i Skåne. Det bildades 4 juni 1959. Området består till största delen av skog, men även en del fälad och åker. Skogen kallas ofta för trollskogen på grund av de förvridna vresbokarna som växer där. I bokskogen blommar vitsippa ymnigt på våren. Även blåsippa förekommer.
Till Gryteskog gränsar naturreservaten Måryd, Skrylle och Prästaskogen.